# Henryk Charucki
Henryk Charucki (* 2. Dezember 1955 in Ostrów Mazowiecka) ist ein ehemaliger polnischer Radrennfahrer und nationaler Meister im Radsport.

## Sportliche Laufbahn
Sein erster bedeutender Erfolg war der Gewinn der Mexiko-Rundfahrt 1978. Ein Jahr später gewann er die heimische Polen-Rundfahrt vor Janusz Kowalski. 1979 wurde er polnischer Meister im Bergfahren. Er startete für die Vereine Flota Gdynia und Dolmel Wrocław.
1978 startete er für Polen bei den UCI-Straßen-Weltmeisterschaften und wurde 47. im Straßenrennen.
Anfang der 1980er Jahre verließ er Polen und lebte in Frankreich, wo er von 1982 bis 1992 weiterhin Radrennen fuhr und einige kleinere Rundfahrten (wie die Tour de la Creuse) gewann.

## Familiäres
Er ist der Vater des ehemaligen Radrennfahrers Paweł Charucki.